# ドイツ中央新聞
『ドイツ中央新聞』（ドイツちゅうおうしんぶん、Deutsche Zentral-Zeitung、略称：DZZ）は、コミンテルンドイツ語部門がモスクワで発行していた、ドイツ語新聞。活字はフラクトゥール（ひげ文字）で組まれており、ロシア語の記事や演説、評論、他の諸国からの他国についての記事などの翻訳が掲載され、共産党が発する声明や情報の宣伝にあたった。10年余りにわたって刊行されたが、1939年にソビエト連邦の秘密警察である内務人民委員部（НКВД：エヌカーヴェーデー）によってスタッフの多くが逮捕されて、刊行が継続できなくなった。1957年に至るまで、後継紙といえるものは登場しなかった。

## 歴史
1930年代、ソビエト連邦には多数のドイツ人たちが住んでおり、ドイツ語の出版物も数多く刊行されていた。しかし、警察国家体制が徐々に強化されて圧力が高まる中、多数のドイツ語出版物が刊行を止めるようになり、残った刊行物は20点余りとなった。『ドイツ中央新聞』(DZZ) の創刊は1925年であった。この新聞は、1926年から1939年の中頃まで、モスクワで刊行され、ソビエト連邦共産党の一機関として「『プラウダ』に相当する」ものとされていた。この新聞には、ヨシフ・スターリンやヴャチェスラフ・モロトフをはじめとするソビエトの高官たちの演説や、政府発表、また、ソビエト連邦共産党の機関紙である『プラウダ』に掲載された重要な記事のドイツ語翻訳などを掲載した。掲載された記事は、ソビエト連邦が、農業や工業、技術開発、航空などの方面で躍進を遂げていることを詳しく報じた。ナチの強制収容所についての早い時期における報道もあり、例えば、1934年9月10日付および10月27日付のヴィリ・ブレーデルによる記事は、彼がフールスビュッテルに囚われた経験を綴ったものであり、同じく1934年10月のヴェルナー・ヒルシュ（Werner Hirsch）による、数か所の収容所への収容体験記も掲載された。1935年12月、『ドイツ中央新聞』は、赤色救援会からもたらされたザクセンブルク強制収容所についての報道を掲載し、様々な分類ごとの収容者の数など、具体的な数や名称などを特定する情報を伝えた。
この新聞のスタッフは、ドイツ、オーストリア、スイス、フランスからの政治亡命者たちから成っていた。数多くのドイツ人政治亡命者たちが『ドイツ中央新聞』に寄稿したが、その中には、「クルト・フンク（Kurt Funk）」という変名で執筆したヘルベルト・ヴェーナーや、ドイツ共産党の機関紙『ローテ・ファーネ（Die Rote Fahne）』の臨時編集長であったハンス・クノート（Hans Knodt）などもいた。ジャーナリストのグスタフ・レグラーは、特派員としてスペインから記事を書き送った。この他にも、ドイツからソビエト連邦へ、政治的動機ではなく、仕事を求めて移り住んだ労働者たちや、ドイツ人ではない者もおり、例えば、アフリカ系アメリカ人であるウィリアム・L・パターソンは、同じくアフリカ系アメリカ人の活動家であった1936年にポール・ロブスンについての記事を寄稿した。評論文も掲載されており、例えば、1936年6月29日付に掲載された、ヒューゴ・フパートによるベルトルト・ブレヒトの小説論などがあった。

## 粛清
大粛清が進行する中、1936年8月9日、『ドイツ中央新聞』はソビエト連邦の報道機関に追従し、「敵性潜入者」を攻撃する論調に加わった。
見世物裁判としてのモスクワ裁判が進行していく中で、『ドイツ中央新聞』は裁判の進行手順を何ページも報道したが、裁判の結果については何も報じなかったが、その間に何百人ものドイツ語話者が逮捕、投獄、処刑されていった。『ドイツ中央新聞』自体も、非ロシア人の多国籍なスタッフを抱えており、その大部分が知識人であり、芸術的で、しばしば政治的にも活発な人々であったこともあり、大粛清の突出した標的とされたが、他のドイツ語の出版物や定期刊行物も、おしなべて標的とされた。1938年2月には、内務人民委員部が編集スタッフの多数を逮捕し、その後も何度も繰り返し、残っていたスタッフをさらに逮捕していき、遂には40人以上のスタッフが拘束され、原告の執筆や翻訳にあたれるスタッフがわずか7名という、刊行の維持には到底間に合わない人数だけが残されることになった。新たに編集長となったカール・ホフマン（Karl Hoffmann）は、防衛策として、残った編集スタッフを新聞社内に寝泊まりさせ、帰宅させない策をとった。それでもホフマン自身も、内務人民委員部から恫喝されることになった。当時、『ドイツ中央新聞』を含め、他の様々な刊行物は、『イズベスチヤ』で印刷されていたが、この仕組みは不安定になっていた。検閲する側は刊行物を点検するが、しばしば定められた時点までに結果を出すことを拒み、編集長やスタッフたちを刊行のタイミングで逮捕のリスクに晒し、それによって新聞が刊行スケジュールを全うできなかったり、遅配を生じさせたりしていた。スタッフの新たな雇い入れがおこなわれたが、彼らは仕事をこなすには不十分で、ドイツ語の運用能力も中級程度で、記事を書くこともできず、ジャーナリズムを学んでもいなかった。『ドイツ中央新聞』は、1939年夏に、刊行を止めた。
1934年から1937年6月にかけては、スターリンと近い人物であったユリヤ・アネンコワが編集長であった。アネンコワは、反共ブロックと繋がっていたとされて逮捕された。大粛清の中で、逮捕された『ドイツ中央新聞』関係者の中には、ヴェーナーや、マリア・オステン、ミハイル・コルツォフ、エルンスト・オットヴァルト、ヘルマン（Hermann）、リヒテル（Richter）、シュテュルマン（Stürmann）、編集者のフランツ・ファルク（Franz Falk）、編集長のカール・フィリッポノヴィッチ・クルシュナー（Karl Filippovich Kurshner）や、1940年12月に逮捕されてグラーグで死亡したクノートなどがいた。
『ドイツ中央新聞』が刊行を停止した後、代替となるような新聞は現れず、ようやく1957年に至って『Neues Leben』が登場した。ドイツの図書館の多くは、『ドイツ中央新聞』のマイクロフィルムによる複製を、部分的に、ないしは、全期間を通して、所蔵している。

## おもなスタッフ
この新聞の発行に従業員として従事した人々には、ヴァンダ・ブロニスク・パムプッフ、ロベルト・ハウスチルト、ヘルマン・ホルシュトマン、ヒューゴ・フパート、ゲオルグ・カシュラー、アロイス・ケツリク、マルガレーテ・メンゲル、マリア・オステン、ハンス・シフなどがいた。

### 歴代編集長
- アドルフ・クライン / Adolf Klein (1926 – 1928)
- H・レフラー / H. Löffler (1929)
- イムレ・コモル / Imre Komor (1929 – 1933)
- ヴラディミル・フリシュブター / Wladimir Frischbutter (Oktober 1933 – Februar 1934)
- ユリヤ・アンネコワ / Julija Annenkowa (Februar 1934 – Mai 1937)
- カロリ・ガライ / Károly Garai（変名：カール・キュルシュナー Karl Kürschner）(Mai 1937 – Oktober 1937)
- リヒャルト・グレヴェ / Richard Grewe (Oktober 1937 – November 1937)
- カール・ホフマン / Karl Hofmann (Ende 1937 – 1939)
- アドルフ・ソベレヴィッチ / Adolf Sobelewitsch (1939)

## おもな寄稿者
この新聞に、寄稿者として文章が掲載された人々には、ヨハネス・R・ベッヒャー、クララ・ブルム、ヴィリ・ブレーデル、テオドール・プリーヴィエ、グスタフ・レグラー、アダム・シャルラー、アンナ・ゼーガース、ヘルベルト・ヴェーナー、エーリッヒ・ワイナート、フリードリヒ・ヴォルフ、ヘッダ・ツィナーなどがいた。
ルカーチ・ジェルジュ（ゲオルグ・ルカーチ）は、1937年から1939年にかけて、エンゲルスの『反デューリング論』、フォイエルバッハ、十月革命20周年、トルストイなど、多様な主題についての評論を『ドイツ中央新聞』に寄稿し、表現主義に関する論争の中でも、この新聞に論考を発表した。

## 記事例「キエフのルキャッシュ」
1926年9月22日付の切り抜きは、『ドイツ中央新聞』の記事の性格や論調の一例を示している。この記事は「キエフのルキャッシュ (Lecache in Kiev)」と題されている。記事は次のように報じている。

フランス人ジャーナリストのルキャッシュは、周知のように、ペトリューラを殺害したシュワルツバルトの弁護に用いる材料を集めるためソビエト連邦に来訪しており、目下のところウクライナを旅行中で、かつてペトリューラが居を構えた地を、あちこち訪れている。キエフで彼は、ペトリューラ一味の山賊行為の際限のない残虐性を自ら確信するだけの材料を得た。最も貧しいユダヤ人の食堂で、彼は、両親を山賊一味に殺された孤児たちに取り囲まれた。こうしてルキャッシュは、遂に、ペトリューラが実際に組織的なポグロムをおこなっていたと確信したのである